# Glochidion grossum
Glochidion grossum är en emblikaväxtart som beskrevs av Airy Shaw. Glochidion grossum ingår i släktet Glochidion och familjen emblikaväxter. Inga underarter finns listade i Catalogue of Life.